# Hariton Pushwagner

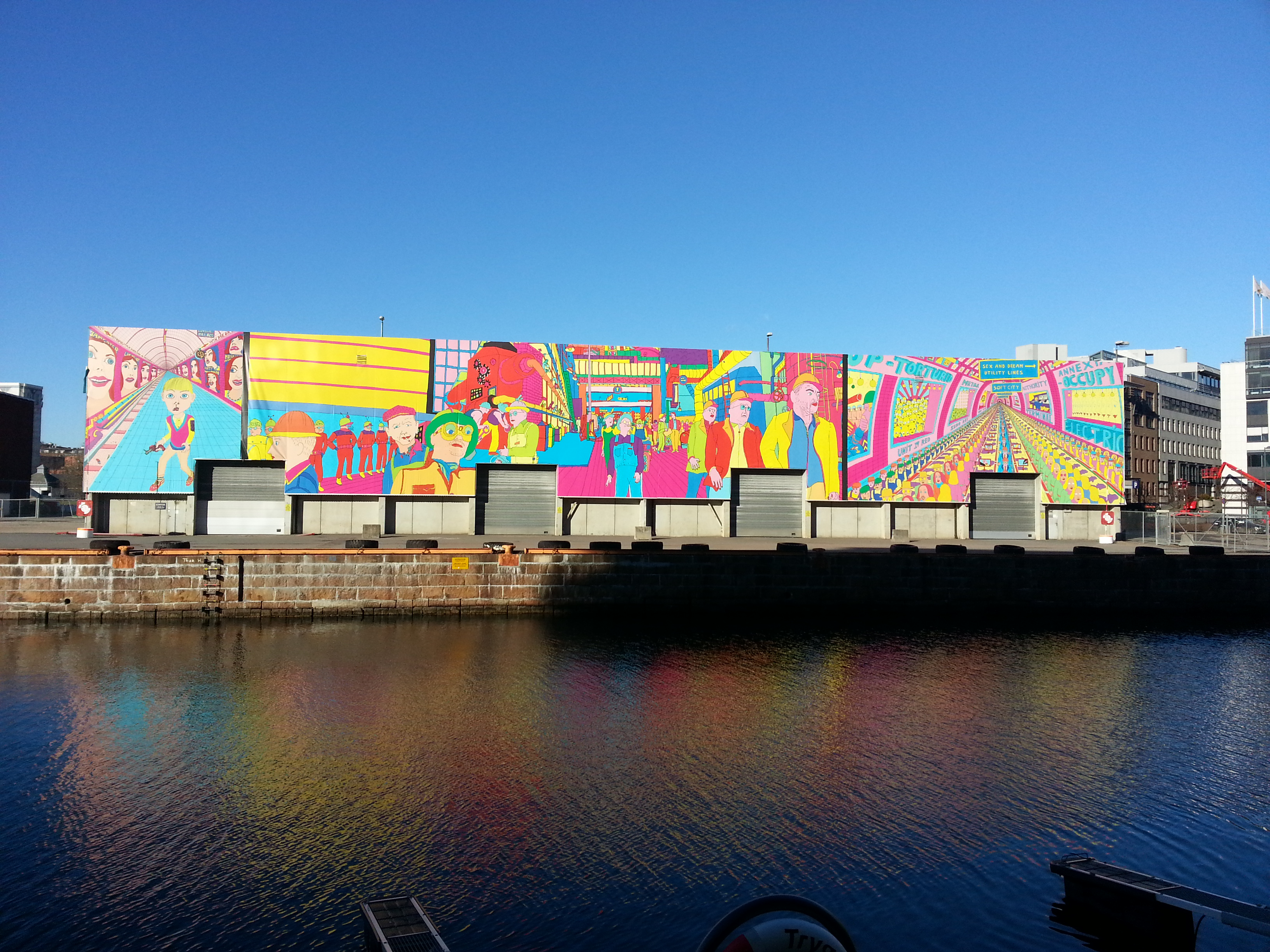
Lagerbyggnad på Tjuvholmen i Oslo, med målningar av Pushwagner: från vänster Subway Kid, The factory och Kings Cross.

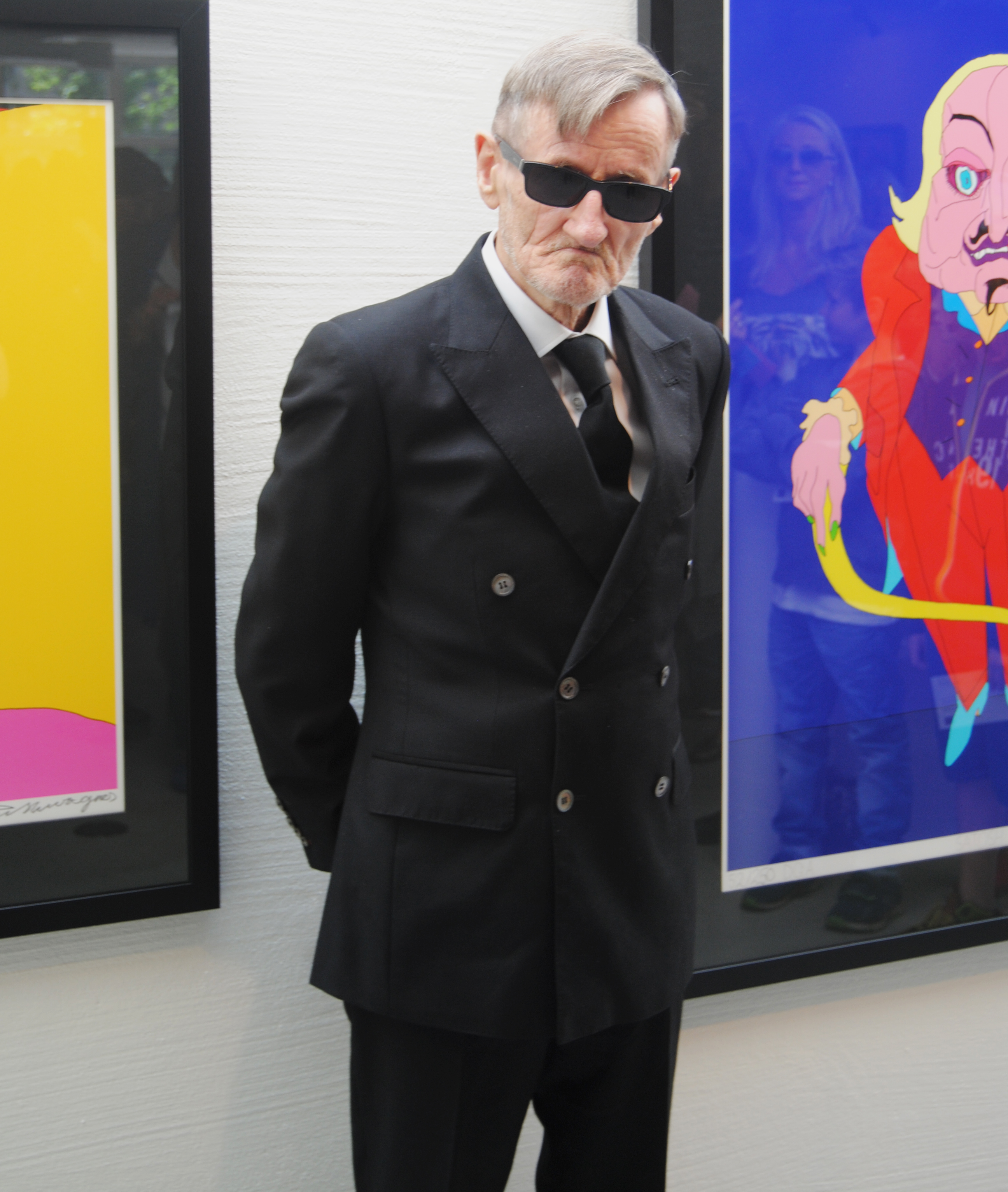
Hariton Pushwagner 2014.

Hariton Pushwagner, egentligen Terje Brofos, född 2 maj 1940 i Oslo, död 24 april 2018 i Oslo, var en norsk bildkonstnär.

## Biografi
Hariton Pushwagner växte upp i Oslo som son till ingenjören Fritjof Brofos och biokemisten Elsa Brofos. Han utbildade sig på reklamlinjen på Statens håndverks- og kunstindustriskole i Oslo 1958–1961 och på Statens Kunstakademi i Oslo 1963–1966. Han gjorde studieresor till Spanien och Marocko samt senare till Italien och Mellanöstern. Han studerade även i New York och Paris.
År 1968 mötte han författaren Axel Jensen, något som blev avgörande för hans konst, som präglas av hippieerans samhällskritik, flower power-ideal, psykedelia och popkonst. Hans målningar har ofta stora format och kraftiga färger, och är utförda i en egen stil som påminner om tecknade serier. Temana kan vara scener från det moderna: kapitalistiskt arbetsliv, hyreshustillvaron, stadsmiljöer med skyskrapor och så vidare, allt med en kritisk udd. Av hans verk kan nämnas DADADATA: En dag i familien Manns liv, målningar ursprungligen från 1970-talet, senare gjord som kortfilm av Wendy Tollefsen Woodbury och Sven Palhson. Han har illustrerat flera av Axel Jensens böcker, bland andra Og resten står skrivd i stjernene (1995), där romanerna Epp (1965) och Lul (1992), som utspelar sig i framtidssamhället Oblidor, ingår.